# Liberty Township (Cape Girardeau County, Missouri)
Die Liberty Township ist eine von 10 Townships im Cape Girardeau County im Südosten des US-amerikanischen Bundesstaates Missouri. Das U.S. Census Bureau hat bei der Volkszählung 2020 eine Einwohnerzahl von 393 ermittelt.

## Geografie
Die Liberty Township liegt rund 35 km westlich des Mississippi, der die Grenze zu Illinois bildet. Die Mündung des Ohio bei Cairo an der Schnittstelle der Bundesstaaten Missouri, Illinois und Kentucky befindet sich rund 90 km südöstlich.
Die Liberty Township liegt auf 37°15′47″ nördlicher Breite und 89°50′20″ westlicher Länge und erstreckt sich über 66,26 km², die sich auf 65,63 km² Land- und 0,63 km² Wasserfläche verteilen. 
Die östliche Grenze der Liberty Township wird vom Whitewater River gebildet, der bei Whitewater in der östlich benachbarten Hubble Township in den Headwater Diversion Channel mündet. Dieser bildet zugleich die Südgrenze der Township. Im Zentrum der Township befindet sich die Lake Girardeau Conservation Area, ein 139 Hektar großes Naherholungsgebiet.
Die Liberty Township grenzt innerhalb des Cape Girardeau County im Norden an die Kinder Township, im Osten an die Hubble Township und im Süden an die Welch Township. Im Westen grenzt die Township an das Bollinger County.

## Verkehr
Durch die Township verläuft keine Fernstraße. Es existieren einige befestigte County Roads und eine Reihe unbefestigter Fahrwege.
Der nächstgelegene Flughafen ist der rund 35 km östlich der Township gelegene Cape Girardeau Regional Airport.

## Bevölkerung
Bei der Volkszählung im Jahr 2010 hatte die Township 439 Einwohner. Neben Streubesiedlung existiert unweit des Lake Girardeau die gemeindefreie Siedlung Crump.